# Élections législatives thaïlandaises de décembre 1957
En 1957, des élections législatives se tiennent pour la seconde fois en Thaïlande, le 15 décembre, afin de renouveler 160 des 283 sièges de l'Assemblée nationale.
L'élection fait suite au coup d'État de septembre 1957 mené par Sarit Thanarat, qui remplaça Plaek Phibunsongkhram et son huitième gouvernement, formé à la suite des élections de février, par Pote Sarasin, alors Premier ministre sortant lors de l'élection. 
Malgré la victoire du Sahaphum (en), parti pro-junte mené par Sukit Nimmanhemin (en) et soutenu par Sarit Thanarat, qui obtient une majorité relative de 44 sièges, 59 députés sont élus sans étiquette, soit 51 de plus que lors de la dernière élection. Le Parti démocrate, de nouveau mené par Khuang Aphaiwong, progresse nettement avec 39 sièges.
En janvier 1958, le Sahaphum, n'étant pas parvenu à obtenir une majorité absolue des sièges, ainsi que le Seri Manangkasila, parti mené par l'ancien Premier ministre Plaek Phibunsongkhram, ayant obtenu 4 sièges lors de l'élection, sont dissous et fusionnent au sein du Parti national-socialiste (en), parti créé pour soutenir Thanom Kittikachorn au poste de Premier ministre. Plusieurs députés indépendants, notamment d'anciens membres du Seri Manangkasila, rejoignent également le parti.

## Résultats
| Parti                    | Parti                          | Sièges    | Sièges    | +/-           |
| ------------------------ | ------------------------------ | --------- | --------- | ------------- |
|                          | Indépendants                   | 59        | 59        | 51            |
|                          | Sahaphum                       | 44        | 44        | Nv            |
|                          | Parti démocrate                | 39        | 39        | 8             |
|                          | Parti économiste               | 6         | 6         | 3             |
|                          | Parti libéral-démocrate        | 5         | 5         | 6             |
|                          | Seri Manangkasila              | 4         | 4         | 81            |
|                          | Parti nationaliste             | 1         | 1         | 2             |
|                          | Parti du mouvement d'Hyde Park | 1         | 1         | 1             |
|                          | Parti indépendant              | 1         | 1         | 1             |
| Total                    | Total                          | 160       | 160       | en stagnation |
|                          |                                |           |           |               |
| Suffrages exprimés       | Suffrages exprimés             | 4 370 589 | 4 370 589 |               |
| Inscrits / participation | Inscrits / participation       | 9 917 417 | 44,07     |               |